# Baloe

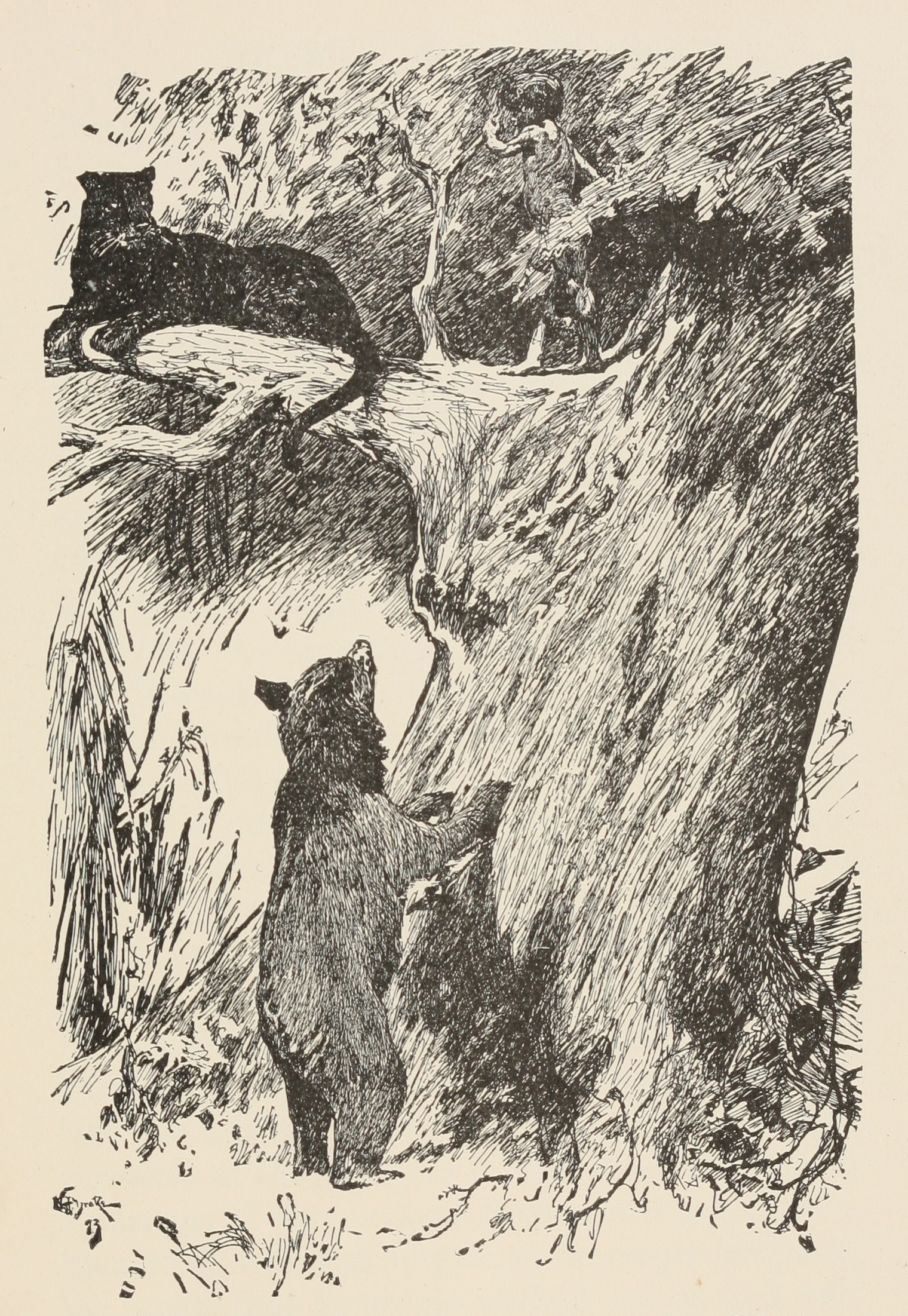
Baloe, onderaan een boom, op pagina 23 van The Two Jungle Books uit 1895 door Kipling

Baloe is een van de personages uit Het jungleboek, een reeks verhalen van de Britse schrijver Rudyard Kipling. Hij is een antropomorfe lippenbeer.
De naam Baloe is Hindi voor beer.

## Verhaallijnen

### Kiplings boeken
Baloe leert de welpen van Akela de wet van de Jungle. Zijn meest uitdagende welp is het mensenkind Mowgli. Ondanks Bagheera's verzet past Baloe af en toe lijfstraffen toe op Mowgli.
Als Mowgli door de Bandar-log (een troep apen) ontvoerd wordt, moeten Baloe, Bagheera de panter en Kaa de slang hem terughalen nadat Chil Mowgli's boodschap bezorgde.

### Films
In de Disney-bewerkingen (de tekenfilm uit 1967 en de liveactionremake uit 2016) is het karakter van Baloe totaal veranderd. Hij is hier een puur goedaardige en zorgeloze beer, die het liefst alleen lol wil maken en Mowgli deze manier van leven ook wil bijbrengen.

## Scouts
Als welpenleider is Baloe de tweede mannelijke leider in rang. Hij staat voor wijsheid en vertrouwen.